# Bursoplophora muraiae
Bursoplophora muraiae är en kvalsterart som beskrevs av Sandór Mahunka och Mejía-Recamier 1998. Bursoplophora muraiae ingår i släktet Bursoplophora och familjen Protoplophoridae. Inga underarter finns listade.